# Athlītikos Syllogos Ischys Lysīs
L'Athlītikos Syllogos Ischys Lysīs (in greco Αθλητικός Σύλλογος Ισχύς Λύσης), conosciuta anche come ASIL Lysī, è una società calcistica di Lysi, a Cipro; a causa dell'invasione turca del 1974 l'ASIL si è temporaneamente spostato a Larnaca.

## Storia
Il club fu fondato il 26 giugno 1932. Raggiunse per la prima volta la massima serie al termine della stagione 1966-1967 quando vinse sia il proprio Girone di B' Katīgoria che lo spareggio con l'Evagoras Paphou.
Rimase in massima serie fino al 1970-1971, quando terminò il campionato al dodicesimo e ultimo posto, retrocedendo, ottenendo come miglior risultato in quattro stagioni il sesto posto nel 1968-1969.
Riguadagnò l'accesso alla massima categoria per la stagione 1972-1973 (quando retrocesse immediatamente) e per la stagione 1974-1975, riuscendo a rimanere in massima serie per tre stagioni consecutive, fino al 1976-1977, quando terminò ultimo, retrocedendo.

## Colori e simboli
I colori del club sono il giallo ed il nero. Sullo stemma della società è disegnato un discobolo.

## Palmarès
- B' Katīgoria: 2

1966-1967, 1973-1974
- G' Katīgoria: 1

2001

## Statistiche e record

### Partecipazione ai campionati
| Livello | Categoria       | Partecipazioni | Debutto   | Ultima stagione | Totale |
| ------- | --------------- | -------------- | --------- | --------------- | ------ |
| 1º      | A' Katīgoria    | 8              | 1967-1968 | 1976-1977       | 8      |
| 3º      | B' Katīgoria    | 28             | 1966-1967 | 2025-2026       | 28     |
| 3º      | G' Katīgoria    | 12             | 1980-1981 | 2022-2023       | 13     |
| 3º      | B' Katīgoria B2 | 1              | 2013-2014 | 2013-2014       | 13     |
| 4º      | D' Katīgoria    | 10             | 1985-1986 | 1995-1996       | 10     |

## Organico

### Rosa 2023-2024
Aggiornata al 21 ottobre 2023.
| N. |                        | Ruolo | Calciatore             |
| -- | ---------------------- | ----- | ---------------------- |
| 1  | Grecia (bandiera)      | P     | Stelios Kypreos        |
| 3  | Cipro (bandiera)       | D     | Dīmītrīs Kyprianou     |
| 4  | Cipro (bandiera)       | C     | Paris Polykarpou       |
| 5  | Australia (bandiera)   | D     | Jacob Eliopoulos       |
| 6  | Argentina (bandiera)   | A     | David Solari           |
| 7  | Cipro (bandiera)       | A     | Andreas Komodikis      |
| 8  | Grecia (bandiera)      | C     | Vasilīs Aggelopoulos   |
| 9  | Cipro (bandiera)       | A     | Markos Michail         |
| 10 | Spagna (bandiera)      | A     | Armiche                |
| 13 | Inghilterra (bandiera) | D     | Michael Felgate        |
| 15 | Cipro (bandiera)       | D     | Konstantinos Kastanas  |
| 17 | Cipro (bandiera)       | C     | Konstantinos Dimitriou |
| 19 | Guinea (bandiera)      | D     | Jean Fernandez         |

| N. |                      | Ruolo | Calciatore               |
| -- | -------------------- | ----- | ------------------------ |
| 20 | Cipro (bandiera)     | A     | Chrysovalantis Kapartis  |
| 21 | Argentina (bandiera) | C     | Matías Palavecino        |
| 22 | Cipro (bandiera)     | D     | Andys Nikolaou           |
| 23 | Cipro (bandiera)     | C     | Marios Charis            |
| 25 | Polonia (bandiera)   | P     | Mateusz Taudul           |
| 26 | Cipro (bandiera)     | D     | Zacharias Adoni          |
| 35 | Cipro (bandiera)     | A     | Andreas Ilia             |
| 39 | Cipro (bandiera)     | C     | Christos Chatzipaschalis |
| 70 | Venezuela (bandiera) | D     | Raúl González            |
| 93 | Cipro (bandiera)     | P     | Christos Karadais        |
|    | Grecia (bandiera)    | C     | Dimitrios Grontis        |